# Erich Gliebe

Erich Gliebe

Erich Gliebe (* 1963 in Cleveland, Ohio) ist ein US-amerikanischer Neo-Nazi-Aktivist, Vorsitzender der rechtsextremistischen und rassistischen National Alliance, und ehemaliger Boxer.

## Herkunft und Karriere
Gliebe ist Deutschamerikaner, sein Vater hatte zur Zeit des Zweiten Weltkrieges die deutsche Staatsangehörigkeit besessen und in der Wehrmacht gedient. Laut eigener Aussage ist Gliebe durch die nationalsozialistische Ideologie seines Vaters in früher Kindheit geprägt worden und beschloss bereits als Jugendlicher, sein Leben „dem Kampf für die eigene Rasse“ zu widmen.
Nach seinem High-School-Abschluss begann Gliebe eine Karriere als professioneller Boxer, der unter dem Pseudonym „The Aryan Barbarian“ („Arischer Barbar“) kämpfte. Im Jahr 1990 erlitt er eine Verletzung am Ellbogen und schied somit aus aktiven Kämpfen aus. In dieser Zeit trat er der National Alliance (NA) bei und beschloss nach seiner Genesung, den professionellen Sport aufzugeben und sich in der NA politisch zu betätigen. Seinen Lebensunterhalt bestritt er als selbstständiger Werkzeugmacher.

## Aktivität in der National Alliance
Gliebe trat in den Ortsverband der NA in Cleveland ein. Dort übernahm er nach einigen Jahren den Vorsitz. Er wurde von anderen Aktivisten als „höchst effektiver Aktivist“ beschrieben. Seine Öffentlichkeitsarbeit betrieb er vor allem durch politische Reden und Rekrutierungsmaßnahmen. Gliebe wurde von Seiten der NA-Aktivisten eine sehr hohe Erfolgsrate bei der Rekrutierung neuer Mitglieder nachgesagt. Durch Bemühungen um verstärkte Kooperation mit anderen Größen der internationalen rechtsextremen Szene konnte er u. a. David Duke und David Irving als Redner für NA-Veranstaltungen gewinnen.
Nach der Übernahme des rechtsextremen Musikverlages Resistance Records durch die NA im Jahr 1999 wurde Gliebe dessen Manager. Er erhöhte die Einnahmen von Resistance Records, warb neue Bands an und organisierte rechtsextreme Musikfestivals und Konzerte. Für Gliebe dient das Label laut eigener Aussage ausschließlich als Vehikel der politischen Jugendarbeit.

## Vorsitzender der National Alliance
Gliebe wurde nach dem Tod des NA-Gründers William Pierce im Juli 2002 zum neuen Vorsitzenden gewählt. Unter seiner Führung durchlebte die NA jedoch eine Serie von Krisen. Entscheidungen und Äußerungen Gliebes irritierten die Mitglieder. Dies führte zur Abspaltung der Organisation National Vanguard im April 2005, die jedoch 2007 wieder aufgelöst wurde. Gliebe ist zum heutigen Zeitpunkt weiterhin Vorsitzender der NA.